# Jesús Manuel Silva
Jesús Manuel Silva Rivas (Maracay, Venezuela, 20 de diciembre de 1979) es un abogado y profesor universitario venezolano. Fue redactor de Aporrea y productor y conductor del programa La Propuesta, en el canal de televisión TVes, hasta que fue detenido y privado de libertad por denuncias de agresión contra su expareja en 2021. En 2023 fue sentenciado culpable de los cargos.

## Biografía
Ambos padres fueron abogados y su padre fue miembro del Partido Comunista de Venezuela y guerrillero durante los años 60 y 70. En 1991 inicia estudios sobre doctrina marxista y en 1993 y en 1997 cursa diplomados de derecho internacional en Nueva York y en Madrid, respectivamente. Entre 1994 y 1996 empieza una carrera como boxeador aficionado, pero el entrenador Héctor Criollo le pide retirarse. A partir de 1998 empieza a enseñar inglés en la Universidad de Carabobo, y más adelante derecho,  estudios políticos e internacionales en la Universidad Central de Venezuela y en la Universidad Santa María. En 2006 cursa un postgrado de derecho constitucional en España. Para 2015, el portal Hispano Barómetro lo consideró como el oficialista sin cargo de gobierno con más apariciones en CNN en Español, en Voz de América y en NTN24. A partir de 2016 produce y conduce su propio programa de televisión, La Propuesta, en el canal TVes. En 2017 se titula como doctor en ciencias jurídicas con mención en derecho constitucional en la Universidad Santa María.
Entre 2010 y 2011 integró una comisión especial de la Asamblea Nacional que investigaba violaciones a los derechos humanos, trabajó como abogado de la Comisión de la Mujer en la Asamblea e hizo proyectos de ley en torno a igualdad de género, aborto, prostitución y la sexodiversidad. Silva también ha sido corredactor de leyes, ha expresado su intención de postularse como candidato como rector de la Universidad Central de Venezuela y en 2017 fue participante del International Visitor Leadership Program, auspiciado por el Departamento de Estado de los Estados Unidos.

## Controversias

### Desincorporación de la Universidad Central de Venezuela
En 2014 Jesús Silva es desincorporado de la Universidad Central de Venezuela. Silva fue señalado por estudiantes de la universidad por acoso sexual; las acusaciones han sido rechazadas por el Silva, quien ha declarado que los argumentos citados por la representación jurídica de la UCV para su desincorporación fue que no había suficientes alumnos inscritos para abrir una sección de clase. Después de un largo litigio de tres años en el que Silva se representó a sí mismo, 28 de junio de 2017 la sala constitucional del Tribunal Supremo de Justicia declaró su reincorporación como profesor con inamovilidad.

### Declaraciones públicas
Jesús Silva es conocido por sus declaraciones polémicas. Después de la Tragedia de Carabobo, un incendio carcelario ocurrido el 28 de marzo de 2018 donde murieron 68 personas, Silva afirmó que “Lo que se dice de PoliCarabobo es falso. No hay muertos, no hay heridos, no hubo incendio, no hubo motín. Solo hay guerra mediática opositora y mentiras”, señalando que lo ocurrido en los calabozos de la comisaría fue un invento de la organización no gubernamental Una Ventana a la Libertad y pidiéndole a las autoridades del Servicio Bolivariano de Inteligencia Nacional (SEBIN), el Comando Nacional Antiextorsión y Secuestro (CONAS) de la Guardia Nacional Bolivariana y al Cuerpo de Investigaciones Científicas Penales y Criminalísticas (CICPC) que capturasen a los miembros de la ONG.
El 17 de enero de 2018, Jesús Silva celebró la muerte de Óscar Pérez durante la Operación Gedeón, agradeciendo al ministro de interior Néstor Reverol y a los funcionarios de seguridad por su actuación y proponiendo despectivamente que su cadáver fuese usado por compañías como materia prima para productos como perrarina. Después del suicidio del periodista Alejandro Cañizales, Silva instó a sus seguidores a no suicidarse de tener problemas económicos, a acudir al gobierno venezolano, a tramitar un carnet de la patria, a buscar una caja CLAP, al igual que un bono socialista y alimentos a precios regulados; el abogado también dijo que era «estúpido culpar al gobierno por la muerte de Alejandro Cañizales» y las personas que recurrieran al suicidio como respuesta a la crisis económica en Venezuela tenían «graves problemas mentales». El 29 de mayo, Silva lamentó la muerte del cantante Evio di Marzo, expresando que su vida valía más que la de su hermano Yordano. El 30 de septiembre de 2018, Silva justificó el asesinato del maquillador y preparador de misses Sergio Duarte por ser homosexual.
Luego de que el gobierno acusara a los diputados Julio Borges y Juan Requesens de estar vinculado en el intento de magnicidio en contra de Nicolás Maduro, Silva declaró vía Twitter que estos parlamentarios eran "asesinos" que "merecían silla eléctrica o cámara de gas en El Helicoide".

### Denuncia de violencia doméstica
El 10 de febrero de 2019 periodistas denunciaron violencia doméstica de Silva contra su esposa, Claritza Ron, causándole lesiones y una fractura en la muñeca. La esposa fue diagnosticada con fractura en los cinco dedos de la mano derecha la Clínica Docente Los Altos, en Carrizal, estado Miranda. La joven se dio de alta con contraindicación médica al no querer someterse a una intervención quirúrgica requerida para restaurarle las articulaciones y falanges lesionadas. Dos fiscales del Ministerio Público fueron designados para llevar a cabo las investigaciones respectivas.
En noviembre, Jesús Silva declaró que luego de ocho meses de investigación fiscal, se cerró el caso por no haberse encontrado pruebas de violencia o que lo vincularan con algún delito, asegurando que la denuncia fue falsa.
Sin embargo, en diciembre de 2019 fue nuevamente denunciado, esta vez por ella misma mediante un video publicado en internet, donde lo acusaba de maltrato y lo responsabilizaba si le llegase a ocurrir algún daño. El constituyente y presidente de la Casa del Artista, Roberto Messuti, le respondió a la cónyuge de Silva a través de las redes sociales que "habría justicia" para ella.

## Candidato a Rector de la UCV
Fue candidato a Rector de la Universidad Central de Venezuela, sin embargo fue ampliamente rechazado por varios sectores del movimiento estudiantil. Luego de su detención por el delito de violencia contra la mujer su nominación fue descartada.

## Detención y sentencia
El 17 de marzo de 2021 el fiscal general Tarek William Saab ordenó la detención de Silva en horas de la tarde por violencia contra la mujer, luego de amedrentar a Karolayn Parra, directora de Defensa de la Mujer del Ministerio Público, horas más tarde fue confirmada su detención. El tribunal de justicia días después ordenó la privativa de libertad. En febrero de 2023 Silva fue sentenciado a 16 años y nueve meses de prisión por atentar contra su esposa